# Мус (река)
Мус (на английски: Moose River) е река в Централна Канада, североизточната част на провинции Онтарио, вливаща се в залива Хана, южната част на залива Джеймс, южната част на Хъдсъновия залив. Дължината ѝ от 547 км, заедно с дясната съставяща я река Матагами ѝ отрежда 59-о място сред реките на Канада Канада. Дължината само на река Мус е 104 км.

## Географска характеристика

### Извор, течение, устие
Река Мус се образува на 50°44′07″ с. ш. 81°28′03″ з. д. / 50.735278° с. ш. 81.4675° з. д. от сливането на двете съставящи я реки – Мисинаиби (отляво) и Матагами (отдясно). Тече на североизток и се влива чрез естуар, осеян с острови в югозападната част на залива Хана, южната част на залива Джеймс, южната част на Хъдсъновия залив.

### Водосборен басейн, притоци
Площта на водосборния басейн на реката е 108 500 km2.
Водосборният басейн на Мус граничи с други 3 водосборни басейна:
на изток – с водосборния басейн на река Харикана, вливаща се също в залива Хана, южната част на залива Джеймс;
на юг – с водосборния басейн на река Сейнт Лорънс, вливаща се в Атлантическия океан;
на запад и северозапад – с водосборния басейн на река Олбани, вливаща се в залива Джеймс;
В река Мус се вливат няколко по-значителни притока:
Мисинаиби (лява съставяща)
Матагами (дясна съставяща)
Чийпаш (ляв)
Абитиби (десен)
Куотабоахеган (ляв)

### Хидроложки показатели
Многогодишният среден дебит в устието на Мус е 1370 m3/s. Максималният отток на реката е през юни и юли, а минималния през февруари-март. Снежно-дъждовно подхранване. От ноември до края на април реката замръзва. Плавателна е по прожение на цялото си течение.

## Селища
На 20 км преди устието на Мус, на левия ѝ бряг се намира град Мусони (1725 души), до който има изградена и функционираща жп линия (300 км), отклонение от трансканадската жп магистрала при град Кокран.
На едноименен остров в естуара на реката, срещу град Мусони се намира най-старото селище в провинция Онтарио – Мус Фактори (2458 души), основано през 1672-1673 г. от английската компания „Хъдсън Бей“, търгуваща с ценни животински кожи. След основаването си селищто става отправен пункт за проникване на търговските агенти на Компанията във вътрешността на Канада.